# Абрамов Іван Спиридонович
Іван Спиридонович Абрамов (24 червня 1874 , Вороніж, Чернігівська губернія  — 3 травня 1960 ) — український краєзнавець, фольклорист, педагог .

## Біографія

### Фольклорні праці
У 1904 р. була опублікована святкова комедія «Цар Максиміліан», записана Абрамовим у рідному Воронежі. Комедія ставилася російською мовою, але з впливом діалектів. Існує версія, що місцеве населення запозичило цю комедію у сусідньому містечку Шостці.

Абрамов І.С. з дружиною

У 1905р. в журналі «Живая старина» І. Абрамов надрукував великий етнографічний нарис «Черниговские малороссы. Быт и песни населения Глуховского уезда Черниговской губернии». Цього ж року у Петербурзі ця робота вийшла окремою книжкою. «Черниговские малороссы»  — це історична пам’ятка Сумщини, що відображає побут і пісні містечка Вороніж, знайомить читача з історією культури місцевого населення, одягом, весільним обрядом, колядками, щедрівками, іграми, народними прикметами, замовляннями та іншим.
У передмові Абрамов писав:
| Малороссы Глуховского уезда, самого восточного уезда Черниговской губ., представляют несомненный интерес для исследования народного быта». Також у передмові автор подав легенду про назву містечка. У ній йшлося про те, що в лісі водилося багато вороння, від чого місто, начебто, і отримало назву Вороніж. |
Дослідник звертає увагу на особливості діалектної вимови мешканців цього регіону, зокрема, на те, що в мовленні його земляків «і» замінюється звуком «у» (замість «кіт» тут промовляється  — «кут», «він»  — «вун», «кінь»  — «кунь» і т.д. )
Велику увагу приділив І.Абрамов і народному одягу. Ось що писав автор стосовно цього:
| Верхней одеждой мужчин является «свита», т.е. кафтан из домашнего сукна или схожая со свитой «черкасиновая козачка» из некупной фабричной материи. На ногах «чоботы», на голове самодельный войлочный «шаламок» или купленная на ярмарке у приезжего шапошника шапка; нижняя одежда холщовая, домашнего изготовления. Замужние женщины любят носить белые свитки (юбки) из домашнего сукна, какие часто встречаются у белорусов. |
У розділі «Песни» І. Абрамов підкреслював, що народну поезію слід розглядати без відриву від побуту населення, від історичної долі того регіону, де пісня народилася. Велику кількість пісень надали автору уродженці містечка Вороніж М.С. Абрамов, Є.Є. Власова, А.П. Косарь. Подано у розділі такі тематичні групи пісень: «О взаимоотношении двух полов», «О семейном разладе», а також «великорусские песни, которые проникают сюда через солдат и рабочих». 
У наступному розділі «Обжинки» автор пише:
| «Жнива» начинаются после праздника Петра и Павла и оканчиваются, приблизительно во второй половине июля. То и дело село оглашается протяжными песнями; это возвращающиеся с поля жнецы празднуют «обжинки», т. е. окончание жатвы. |
І. Абрамов наводить пісні, які співалися при цьому: «Одчиняй, пане, ворота», «Дожинаєм до межі», «Шо в нашого пана голова кучерява», «Ой, чиє то поле задрімало» тощо.
У розділі «Свадьба» автор описує обряд весілля від сватання до третього дня, тобто до його завершення, наводить пісні, які супроводжують цей обряд.
У наступному розділі «Крестины» автор подає обряд хрещення дитини та відповідні пісні.
Наступний розділ «Колядки та щедрівки» присвячений зимовим обрядам. І.Абрамов пише:
| Зимний сезон богаче празднествами и песнями, чем летние дни… Накануне Рождества девушки и подростки колядуют, под новый год щедруют. |
І наводить різноманітні колядки та щедрівки. Також сюди включена згадана вище святкова комедія «Цар Максиміліан»
У розділі «Засивание» описано обряд засівання, який виконувався малими хлопчиками, наводяться примовки, які при цьому виконувалися.
Цікавим є розділ «Масленица», де автор подає відомості про цей обряд:
| Особенно шумно и разгульно проводится «масляна». В это время по селам начинается повальное пьянство. В понедельник, после «заговин» бабы несут продавать на базар сыр, масло, сметану и т.п. Потом собираются в избу до какой-нибудь гостеприимной «кумы», покупают в складчину водку, пекут блины и варят вареники. Ходят также из избы в избу и поют песни. |
Наприкінці книги автор вказує на головну причину, яка «мешает проникнуть лучам света в темное царство украинского народа». Такою причиною, на думку автора, є заборона мати школи і книги рідною мовою.
Праця І. Абрамова «Черниговские малороссы» залишилася в історії фольклористики Сумщини цінним свідченням народної культури, звичаїв і побуту наших предків.

### Репресії
У 1933 р. 9 жовтня І. Абрамов арештований, на той час проживав у Ленінграді, працював у Центральному музеї літератури. 2 квітня 1934 р. особливим відділком при Колегії ОДПУ звинувачений за ст.. 58-10, 11. за справою «Дело славистов» до 3 років заслання. Реабілітований 28 листопада 1956 р.

### Останні роки життя
До останньої миті дослідник не полишав пера. У шосткінській газеті «Зоря» він вміщував статті фольклористичного та етнографічного характеру. Про їх спрямування говорять їх назви: «З спогадів про минуле», «Скарбниці народної творчості», «Безправна доля жінки в піснях минулого», «Воронізькі кургани  — пам’ятники старовини», «Воронізькі краєзнавці» та ін..

### Значення Абрамова фольклориста
Значення фольклористичної діяльності І. Абрамова полягає в тому, що він своїми працями показав багатство і красу народної творчості Глухівщини. Особливістю його праці «Черниговские малороссы» є спроба максимально повної фіксації фольклору однієї окремо взятої місцевості.
Наукові праці
1. Край Тараса Бульбы (История школьной экскурсии). – Спб., 1902. – 32 с. 
2. В культурном скиту (Среди неплюевцев). – 1-е изд. – Спб. : Труд, 1902. – 127 с. 
3. «Царь Максимилиан» (святочная комедия). // Известия отделения русского языка и словесности. Имп. Академии наук. Т. ІХ, кн. 3. – 1904. – С. 266–298. 
4. «Царь Максимилиан» (святочная комедия). – Спб., 1904. – 33 с. 
5. Черниговские малороссы. Быт и песни населения Глуховского уезда (этнографический очерк). – Спб., 1905. – 41 с. 
6. Деревенские очерки. – Спб., 1907. – 36 с. 
7. О Курских саянах (Этнографический очерк). – Спб., 1907. – 18 с. 
8. Поездка в Стародубье. – Спб., 1910. – 16 с. 
9. Что говорят забытые могилы. – Спб., 1912. 
10. В культурном скиту (Об одной процветающей коммунистической общине). – 2-е изд. – Спб. : Жизнь и знание, 1914. – 99 с. 
11. Под родным солнцем. – Спб. : Жизнь и знание, 1914 (1915). – 293 с. 
12. Дзенс-Литовский А. И., Абрамов И. С. Познание местного края. – Ленинград : Колос, 1925. – 180 с.
13. Что говорят забытые могилы. – 2-е изд. – Спб. : Жизнь и знание, 1927. – 176 с. 
14. Абрамов И., Кожин М. Народний лубок второй половины ХІХ века и современность. – Л., 1929.
15. Поездка в Стародубье // Материалы к истории и изучению русского сектанства и старообрядчества. – 1910. – Вип. 3. 
16. Літописний Вороніж на Чернігівщині // Ювілейний збірник на пошану академіка Д. І. Багалія. – К., 1927. – С. 462–468. 
17. «Зелений шум!» М. О. Максимовича та М. О. Некрасова // Науковий збірник Ленінградського товариства дослідників української історії, письменства та мови. Вип. 1. – К., 1928. – С. 51–52. 
18. Розшуки про П. О. Куліша й його батьківщину // Науковий збірник Ленінградського товариства дослідників української історії, письменства та мови. – К., 1931. – С. 45– 51. 
19. Происхождение стихотворения Некрасова «Зеле-ный шум» // Звенья. – М.–Л., 1935. – С. 476–477.
Статті в періодичній пресі
1. Битва з татарами : з далекого минулого Сумщини // Більшовицька зброя. – 1944. – 26 груд. 
2. Любіть книги, купуйте їх для особистих бібліотек // Зоря (Шостка). – 1949. – 29 листоп. 
3. Минуле і сучасне селища Вороніж // Ленінська правда (Суми). – 1954. – 10 берез. – С. 3. 
4. Збірник творів стародавньої літератури // Зоря. – 1958. – 31 січ. 
5. З спогадів про минуле // Зоря. –1958. – 5 трав. 
6. Скарбниця народної творчості // Зоря. – 1958. – 11 трав. 
7. Як шанували І. С. Тургенєва колись // Зоря. – 1958. – 3 верес. 
8. Безправна доля жінки в піснях минулого // Зоря. – 1959. – 8 берез. 
9. Воронізькі кургани – пам’ятники старовини // Зоря. – 1959. – 31 трав. 
10. Старовинна бувальщина воронізьких лісів // Зоря. – 1959. – 14 черв. 
11. Жорстокий Сотник (з минулого селища Вороніж) // Зоря. – 1959. – 12 лип. 
12. Пани і кріпаки // Зоря. – 1959. – 29 лип. 52. Містечко у ХІХ столітті // Зоря. – 1959. – 2 серп. 
13. Народний месник Гаркуша // Зоря. – 1959. – 9 серп. 
14. Воронізькі прялі // Зоря. – 1959. – 23 серп. 
15. Наші видатні земляки // Зоря. – 1959. – 4 верес. 
16. Воронізькі краєзнавці // Зоря. – 1959. – 20 верес. 
17. Краєзнавчий куточок у селищній бібліотеці // Ленінська правда. – 1959. – 30 верес. – С. 3. 
18. Про вірші поета-земляка // Зоря. – 1959. – 25 жовт.
19. Як пан сватався // Зоря. – 1959. – 5 груд. 
20. Слово про Чехова // Зоря. – 1959. – 19 груд. 
21. Святий обман (з воронізького фольклору) // Зоря. – 1960. – 9 січ. – С. 3. 
22. Пияцтво – споконвічний ворог сім’ї (по матеріалах воронізьких пісень) // Зоря. – 1960. – 16 лют. – С. 4. 
23. Розшуки «підбурливих» рукописних творів Шевченка в 1847 році // Ленінська правда. – 1960. – 10 квіт. – С. 4.